# Colossendeis kurtchatovi
Colossendeis kurtchatovi is een zeespin uit de familie Colossendeidae. De soort behoort tot het geslacht Colossendeis. Colossendeis kurtchatovi werd in 1993 voor het eerst wetenschappelijk beschreven door Turpaeva. 